# حالة الشحن
حالة الشحن (SoC) هو ما يعادل مقياس الوقود لحزمة البطارية في السيارة الكهربائية للبطارية (BEV) أو المركبة الهجينة (HV) أو السيارة الكهربائية الهجينة (PHEV). وحدات SoC هي نقاط مئوية (0٪ = فارغة؛ 100٪ = ممتلئة). الشكل البديل من نفس القياس هو عمق التصريف (DoD)، معكوس SoC (100٪ = فارغ، 0٪ = ممتلئ). يتم استخدام SoC عادة عند مناقشة الحالة الحالية للبطارية المستخدمة، بينما غالباً ما يتم مشاهدة DoD عند مناقشة عمر البطارية بعد الاستخدام المتكرر.

## تحديد شركة نفط الجنوب
عادة، لا يمكن قياس SoC بشكل مباشر ولكن يمكن تقديرها من متغيرات القياس المباشرة بطريقتين: غير متصل وعبر الإنترنت. في التقنيات التي تعمل دون اتصال بالإنترنت، ترغب البطارية في شحنها وتفريغها بمعدل ثابت مثل Coulomb-counting. توفر هذه الطريقة تقديرًا دقيقًا للبطارية من نوع SoC ، ولكنها مطولة ومكلفة وتقاطع أداء البطارية الرئيسي. لذلك، يبحث الباحثون عن بعض التقنيات عبر الإنترنت. بشكل عام هناك خمس طرق لتحديد SoC بشكل غير مباشر: :

- الكيميائية
- الجهد
- التكامل الحالي
- مرشحات كالمان
- الضغط

### الطريقة الكيميائية
يعمل هذا الأسلوب فقط مع البطاريات التي توفر الوصول إلى السائل المنحل بالكهرباء، مثل غير مختومة الرصاص الحمضية بطاريات. فإن الثقل النوعي أو pH بالكهرباء يمكن أن تستخدم للإشارة إلى شركة نفط الجنوب من البطارية.
Hydrometers تستخدم لحساب الوزن النوعي للبطارية. العثور على الثقل النوعي، فمن الضروري قياس حجم بالكهرباء وتزن. ثم الثقل النوعي هو (كتلة بالكهرباء [g]/ حجم بالكهرباء [مل])/ (كثافة الماء، أي 1g/1ml). أن تجد شركة نفط الجنوب من الثقل النوعي، البحث في جدول سان جرمان vs نفط الجنوب هو مطلوب.

### طريقة الجهد
هذه الطريقة بتحويل قراءة البطارية الجهد إلى شركة نفط الجنوب باستخدام يعرف منحنى التفريغ (الجهد مقابل شركة نفط الجنوب) من البطارية. ومع ذلك، فإن الجهد هو أكثر تأثرا كبيرا البطارية الحالية (بسبب البطارية الكهروكيميائية حركية) ودرجة الحرارة. هذا الأسلوب يمكن أن يكون أكثر دقة من خلال تعويض الجهد القراءة عن طريق تصحيح مصطلح يتناسب مع البطارية الحالية، باستخدام البحث في جدول البطارية فتح دائرة الجهد مقابل درجة الحرارة.
في الواقع، هذا هو الهدف من تصميم بطارية لتوفير الجهد المستمر ممكن بغض النظر عن شركة نفط الجنوب، الأمر الذي يجعل هذا الأسلوب من الصعب تطبيق.

### طريقة التكامل الحالية
هذه الطريقة، التي تعرف أيضًا باسم «العد العددي»، تحسب درجة حرارة السائل عن طريق قياس تيار البطارية ودمجها في الوقت المناسب. بما أنه لا يمكن أن يكون القياس كاملاً، فإن هذه الطريقة تعاني من الانجراف على المدى الطويل وعدم وجود نقطة مرجعية: لذلك، يجب إعادة معايرة SoC على أساس منتظم، مثل إعادة ضبط SoC إلى 100٪ عندما يحدد الشاحن يتم شحن البطارية بالكامل (باستخدام إحدى الطرق الأخرى الموضحة هنا). 

### مناهج مجتمعة
مكسيم المتكاملة بإتباع منهج مشترك للجهد والشحنة يدعى أعلى من أي من الطريقتين فقط؛ يتم تطبيقه في سلسلة رقائق M3 الخاصة بـ ModelGauge ، مثل MAX17050, والذي يستخدم في Nexus 6 و Nexus 9 أجهزة الروبوت، على سبيل المثال.

### تصفية كالمان
للتغلب على أوجه القصور في طريقة الجهد وطريقة التكامل الحالية، يمكن استخدام مرشح Kalman. يمكن أن تصمم البطارية بنموذج كهربائي سوف يستخدمه مرشح Kalman للتنبؤ بالجهد الزائد، بسبب التيار. في تركيبة مع العد كولوم، فإنه يمكن إجراء تقدير دقيق لحالة الشحن. قوة مرشح كالمان هو أنه قادر على ضبط ثقته في فولطية البطارية وعد الكولون في الوقت الحقيقي.

### طريقة الضغط
هذه الطريقة يمكن استخدامها مع بعض نيمه البطاريات الداخلية التي يزيد الضغط بسرعة عندما يتم شحن البطارية. أكثر شيوعا، مفتاح ضغط يشير إلى ما إذا كانت البطارية مشحونة بالكامل. هذا الأسلوب قد يتحسن مع الأخذ بعين الاعتبار Peukert القانون الذي هو وظيفة من تهمة/التفريغ أو معدل أمبير.